# Eisgratbahn
De Eisgratbahn is een 4,2 kilometer lange kabelbaan in het Stubaital bij Neustift in Oostenrijk. De Eisgratbahn is de langste gondelbaan van het Stubaier Gletscher Skigebied, en kan in totaal 1500 personen per uur vervoeren, met een snelheid van achttien kilometer per uur.
Het eerste deel van de gondelbaan loopt parallel naast de Gamsgartenbahn. In het tussentation Fernau splitsen ze van elkaar. De Eisgratbahn gaat naar de Eisgrat (2900 m) en de Gamsgratenbahn gaat naar de Gamsgraten (2631 m).
De gondelbaan werd gebouwd door de firma Waagner Biro en werd in 1995 vernieuwd met onder andere nieuwe gondels van het CWA.
Eisgratbahn
· Eisjoch
· Fernau
· Gamsgarten
· Gamsgartenbahn
· Murmelebahn
· Pfaffengrat
· Rotadlbahn
· Schaufeljochbahn
· Wildspitz